# 하테루마 공항
하테루마 공항(일본어: 波照間空港)은 오키나와현 야에야마군 다케토미정의 하테루마섬에 있는 지방관리공항이다.